# Kimboraga exanimus
Kimboraga exanimus är en snäckart som beskrevs av Alan Solem 1985. Kimboraga exanimus ingår i släktet Kimboraga och familjen Camaenidae. IUCN kategoriserar arten globalt som starkt hotad. Inga underarter finns listade i Catalogue of Life.